# Lisa Ullmann
Pour les articles homonymes, voir Ullmann.
Lisa Ullmann, née à Berlin le 17 juin 1907 et morte à Chertsey le 25 janvier 1985, est une danseuse et pédagogue allemande.
Formée chez Rudolf Laban à Berlin, elle enseigne à la Folkwangschule d'Essen et à Dartington Hall de 1930 à 1940 et dirige le Art of Movement Studio, devenu ensuite Laban Centre.